# Middletown (Iowa)
Middletown – miasto w Stanach Zjednoczonych, w stanie Iowa, w hrabstwie Des Moines. W 2000 liczyło 535 mieszkańców.